# Поље при Бистрици
Поље при Бистрици (словен. Polje pri Bistrici) је насељено место у општини Бистрица об Сотли, Доњепосавска регија, Словенија.

## Историја
До територијалне реорганизације у Словенији био је у саставу старе општине Шмарје при Јелшах.

## Становништво
У попису становништва из 2011. године, Поље при Бистрици је имало 79 становника.
| Број становника према пописима | Број становника према пописима | Број становника према пописима |
| ------------------------------ | ------------------------------ | ------------------------------ |
| 1991                           | 2002                           | 2011                           |
| 102                            | 88                             | 79                             |